# 글리비체군

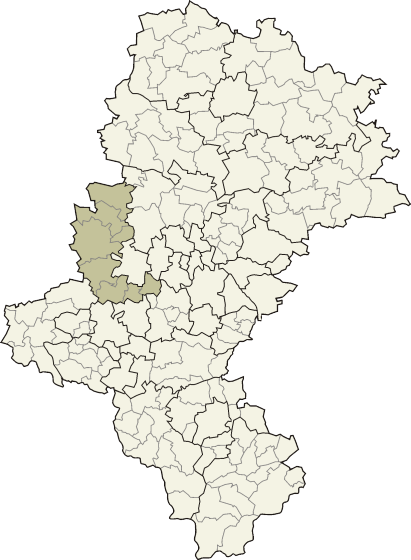
실롱스크주 지도에 표시된 글리비체군의 위치

글리비체군(폴란드어: powiat gliwicki)은 폴란드 실롱스크주에 위치한 군으로 면적은 663.35km2, 인구는 115,571명(2019년 6월 30일 기준), 인구 밀도는 170명/km2이다. 군청 소재지는 글리비체이지만 글리비체군에 속하지 않고 별도의 도시군으로 존재한다.
북동쪽으로는 타르노프스키에구리군, 동쪽으로는 자브제시, 남동쪽으로는 미코우프군, 루다실롱스카시, 남쪽으로는 리브니크군, 리브니크시, 남서쪽으로는 라치부시군, 서쪽으로는 오폴레주 켕지에진코질레군, 북서쪽으로는 오폴레주 스트셸체군과 접한다. 8개 지방 자치체(2개 도시, 2개 도시형 농촌, 4개 농촌)를 관할한다.

군기
군 문장